# Fast Money
Fast Money – drugi album studyjny amerykańskiego rapera Birdmana. Został wydany 21 czerwca 2005 roku.

## Single
Zostały wydane dwa single "Neck of the Woods" i "Get Your Shine On" do których powstały teledyski. W obu występuje raper, a zarazem przyjaciel Lil Wayne.

## Lista utworów
1. "Intro"
2. "My Territory"
3. "Neck of the Woods" (feat. Lil Wayne)
4. "Ghetto Life" (feat. Bun B & 6 Shot)
5. "Hug Da Block"
6. "Cash Money Nigga" (feat. Lil' Carl & Magnolia Chop)
7. "Shovlin' Snow" (feat. Curren$y, Mack Maine & Lil Wayne)
8. "Pressure's On"
9. "Get It All Together" (feat. Lil Wayne)
10. "We Got That" (feat. 6 Shot)
11. "Smoke Out" (feat. Tateeze, Magnolia Chop, & 6 Shot)
12. "Big Pimpin'"
13. "Out the Ghetto" (feat. Magnolia Chop)
14. "Around the World"
15. "Solid Chic" (feat. Lil' Mo)
16. "We Getting It On" (feat. Tateeze & Mannie Fresh)
17. "Get Your Shine On" (feat. Lil Wayne)

## Pozycja na listach
| Lista (2005)                          | Pozycja |
| ------------------------------------- | ------- |
| U.S. Billboard 200                    | 9       |
| U.S. Billboard Top R&B/Hip-Hop Albums | 4       |
| U.S. Billboard Top Rap Albums         | 2       |